# Franciszek Wesołowski
Franciszek Wesołowski (ur. 10 stycznia 1914 w Borkach (powiat chełmiński), zm. 31 lipca 2007 w Łodzi) – polski organista, kompozytor, pedagog, znawca muzyki dawnej, autor wielu popularnych podręczników do muzyki, propagator kultury muzycznej. Od 1939 członek Związku Walki Zbrojnej, a później Armii Krajowej. Doctor honoris causa Akademii Muzycznej w Łodzi.

## Życiorys
Franciszek Wesołowski był synem Mateusza i Katarzyny z domu Piotrowskiej. Przed wojną studiował w Warszawie w Państwowym Konserwatorium Muzycznym, pracując jednocześnie jako organista w Szpitalu św. Ducha w Warszawie oraz nauczając chorału gregoriańskiego w Seminarium Duchownym księży Marianów na Bielanach. Uczeń Kazimierza Sikorskiego (teoria muzyki i kompozycja) oraz Bronisława Rutkowskiego (organy). Po wybuchu wojny pracował jako organista kościoła ojców Jezuitów, a po wyjeździe z Warszawy w 1941 został organistą w Ostrowcu Świętokrzyskim. Po zakończeniu wojny mieszkał w Bydgoszczy skąd przeprowadził się do Łodzi. Tu pracował przez pewien czas jako organista w kościele św. Ducha przy placu Wolności i kontynuował naukę w Państwowej Wyższej Szkole Muzycznej w Łodzi.
Po uzyskaniu w 1947 dyplomów w zakresie gry na organach i teorii muzyki podjął pracę pedagoga w Państwowej Średniej Szkole Muzycznej, w której w latach 1950–1953 pełnił również funkcję dyrektora. W latach 1953–1957 był dyrektorem Państwowej Podstawowej Szkoły Muzycznej oraz Państwowego Liceum Muzycznego w Łodzi. Od 1949 wykładał teorię muzyki w Państwowej Wyższej Szkole Muzycznej. Od 1957 do 1978  piastował jednocześnie stanowisko prorektora, w latach 80. był również kierownikiem Katedry Teorii Muzyki i Kompozycji, w latach 1978–1980 dziekanem Wydziału Teorii Muzyki i Kompozycji. W 1995 otrzymał tytuł profesora.
Uhonorowany m.in. nagrodą SPAM, Nagrodą Muzyczną m. Łodzi, nagrodami Ministra Kultury i Sztuki oraz odznaczeniami państwowymi, w tym Krzyżem Kawalerskim Orderu Odrodzenia Polski (1964), Krzyżem Oficerskim Orderu Odrodzenia Polski (1976) i Krzyżem Komandorskim Orderu Odrodzenia Polski (1995). W 1999 otrzymał tytuł doktora honoris causa Akademii Muzycznej w Łodzi, która w tym samym roku przygotowała księgę pamiątkową Arcana musicae, dedykowaną prof. Wesołowskiemu z okazji 85-lecia urodzin.
Grób prof. Franciszka Wesołowskiego znajduje się na cmentarzu komunalnym Doły w Łodzi.

## Ważniejsze kompozycje
- Pieśń do św. Cecylii na czterogłosowy chór mieszany a cappella (1933)
- Msza łacińska na czterogłosowy chór męski a cappella (1935)
- Ej, owiecki leciały na głos z fortepianem (1936)
- Śpiwam ja se śpiwam na głos z fortepianem (1936)
- Wariacje na organy solo (1937–1938)
- Kwartet smyczkowy (1938)
- Preludium i fughetta na organy solo (1939)
- Allegro sonatowe na organy solo (1939)
- Regina Caeli laetare na czterogłosowy chór mieszany i organy (1942)
- Ecce Sacerdos magnus na czterogłosowy chór mieszany i organy (1942)
- Wesoły nam dziś dzień nastał na czterogłosowy chór żeński a cappella (1944)
- Królu wieczności i czasu na czterogłosowy chór z organami (1988)
- Trzydzieści małych preludiów i fughett na organy solo (1993)
- O, Chryste, zawsze króluj nam na sopran solo z organami (1994)
- Dałeś nam siebie na alt solo i czterogłosowy chór z organami (1996)
- Czterdzieści osiem drobnych utworów na organy (1996–1998)
- O Jezu mój, padam kornie na czterogłosowy chór z organami (1998)